# Buch der Lieder in Maos Version
Das Buch der Lieder in Maos Version (chinesisch 毛詩 / 毛诗, Pinyin Máoshī, W.-G. Mao-shih) ist eine Version des chinesischen Buches der Lieder (Shijing), die von dem Konfuziusschüler Zixia tradiert worden sein soll. Es ist die Version der Alttextschule. Mao Heng und Mao Chang aus der frühen Westlichen Han-Dynastie verfassten Kommentare dazu. Seit der Östlichen Han-Dynastie rezipierten viele Gelehrte diese Version in ihren Studien der Lieder.